# Поуль Хегор
Поуль Хегор (дан. Poul Heegaard; 2 листопада 1871, Копенгаген — 7 лютого 1948, Осло) — данський математик, що спеціалізувався в топології; 1910 року став професором Копенгагенського університету, але вийшов у відставку вже 1918, ставши професором в університеті Осло. Вийшов на пенсію 1941 року.

## Життєпис
Народився 2 листопада 1871 року в Копенгагені. Від 1889 до 1893 року навчався в Копенгагенському університеті під керівництвом Ієроніма Цейтена. Після закінчення університету відвідав Париж: візит — судячи з автобіографічних записів, виявлених 1997 року — не вдався, оскільки Хегор не зустрівся з Анрі Пуанкаре. Після цього вирушив до Геттінгенського університету, де почав працювати з автором Ерлангенської програми Феліксом Кляйном; вивчав чотиривимірні многовиди та їхню топологію, намагаючись краще зрозуміти алгебричні функції двох змінних — для простоти він почав із тривимірних многовидів, які стали основною ділянкою його подальшої роботи.
У дисертації від 1898 року ввів у топологію тривимірних многовидів розбиття Хегора. Після здобуття ступеня кандидата наук став учителем математики в кадетському училищі — працював викладачем до 1910 року. 1907 року, спільно з Максом Деном, опублікував оглядову статтю «Analysis Situs» в Енциклопедії математичних наук. 1910 року став професором у Копенгагенському університеті, але вийшов у відставку вже 1918 року: причиною він назвав перевантаженість роботою і розбіжності з колегами. Того ж 1918 року став професором в університеті Осло.
1941 року вийшов на пенсію. Співзасновник Норвезького математичного товариства та одним із редакторів робіт математика Софуса Лі.
Помер 7 лютого 1948 року в норвезькій столиці.

## Праці
- Forstudier til en topologisk Teori for de algebraiske Fladers Sammenhang, Thesis, 1898.
- Analysis Situs, Enzyklopädie der Mathematischen Wissenschaften, 1907.
- Lie, Sophus: Gesammelte Abhandlungen / hrsg. von dem Norwegischen mathematischen Verein durch Friedrich Engel und Poul Heegaard. — Leipzig: Teubner, 1927—1934.